# Alexander von Lüchau
Alexander von Lüchau († vor 1530) war markgräflicher Hauptmann von Wunsiedel.
Alexander stammte aus dem fränkischen Adelsgeschlecht der von Lüchau und ist 1486 erstmals urkundlich erwähnt. Seine Eltern waren nach dem Genealogen Alban von Dobeneck Hans von Lüchau, Begründer der Linie zu Donndorf und Regina, geborene von Friesen. Alexander war mit einer Tochter des Erhard von Streitberg verheiratet, aus der Ehe gingen drei Söhne hervor. 
Als Amtmann bewohnte er die Burg Wunsiedel, die 1504 eigens für ihn renoviert wurde.
Der Kulmbacher und Ansbacher Markgraf Friedrich II. schlug sich im Landshuter Erbfolgekrieg auf die Seite des Herzogs Albrecht IV. Im Zuge der Kampfhandlungen wurde 1504 das Kloster Waldsassen unter dem Abt Georg I. Engel von Truppen unter Führung von Alexander und Balthasar Pybriczs einschließlich der zugehörigen Dörfer geplündert und verwüstet. Der Übergriff auf das Kloster erklärt sich durch die Kontingente, die das Kloster dem gegnerischen Pfalzgrafen Philipp zu stellen hatte und der Tatsache, dass sich auch böhmische Söldner im Gebiet aufhielten. 
Alexander erscheint in der Zeugenreihe bei der Gründung des Klosters St. Jobst. Urkunden zu seiner Personen befinden sich überwiegend im Stadtarchiv von Cheb. Nach dem Genealogen Johann Gottfried Biedermann soll er in der Kirche von Neustädtlein am Forst begraben sein.